# Colobostema tonnoiri
Colobostema tonnoiri är en tvåvingeart som beskrevs av Cook 1971. Colobostema tonnoiri ingår i släktet Colobostema och familjen dyngmyggor. Inga underarter finns listade i Catalogue of Life.